# خوزه کالدرون
خوزه کالدرون (اسپانیایی: José Calderón (basketball)‎؛ زادهٔ ۲۸ سپتامبر ۱۹۸۱) بازیکن تیم ملی بسکتبال اسپانیا است. از باشگاه‌هایی که در آن بازی کرده‌است می‌توان به تورنتو رپترز و دیترویت پیستونز اشاره کرد. او هم‌اکنون در تیم کلیولند کاوالیرز بازی می‌کند